# Melanopleurus bistriangularis
Melanopleurus bistriangularis är en insektsart som först beskrevs av Thomas Say 1832.  Melanopleurus bistriangularis ingår i släktet Melanopleurus och familjen fröskinnbaggar.

## Underarter
Arten delas in i följande underarter:
- M. b. bistriangularis
- M. b. marginellus